# フォントネーのシトー会修道院
フォントネー修道院（英語: Abbey of Fontenay、フランス語: Abbaye de Fontenay）はブルゴーニュ地方コート＝ドール県モンバール市内にある修道院。サン＝ベルナール渓谷とフォントネー川の合流点にあたる森の中で静かにたたずむ最古のシトー会修道院で、外観・内装とも華美な装飾性を一切排している。

## 歴史
フォントネー修道院は1118年にクレルヴォーのベルナルドゥスによって設立され、1147年にローマ教皇エウゲニウス3世によって聖別された。教皇アレクサンデル3世は、1170年の勅書において修道院の財産を確認し、修道士たちが選挙によって修道院長を選出することも許可した。この頃に修道院では、近隣で採れる鉱物を用いた製鉄業や冶金業が発達した。
1259年にはフランス王ルイ9世があらゆる収税権を免除した。1269年には修道院は王国修道院 (l'abbaye royale) となり、ジャン2世、シャルル8世、ルイ12世らも寄進を継続した。こうした王家の保護にもかかわらず、ブルゴーニュ地方を荒らした数度の戦乱の折には略奪の憂き目にも遭った。それでも16世紀までは伸長する諸勢力から恩恵を受けつつ発展した。しかし、王家の利益となるように修道院長選挙の廃止が強制されたことで、修道院の凋落が始まった。18世紀には、修道士たちは資金的な遣り繰りに窮し、食堂を取り壊さざるを得なかった。
そしてフランス革命中の1791年には、修道院は敷地ごとクロード・ユゴーに78000フランで売却され、以降100年ほどの間、製紙工場に転用されていた。なお、1820年に所有権はモンゴルフィエ兄弟の一族であるエリー・ド・モンゴルフィエに移った。
1906年にはリヨンの銀行家で芸術愛好者だったエドゥアール・エイナールの手に渡った。彼は1911年までかつての修道院の姿を取り戻させるべく修復工事を行い、製紙工場も解体した。フォントネー修道院は現在でもエイナール家の私有物ではあるのだが、後述するように主要部分は観光客にも公開されている。

## 観光客に公開されている部分

### 修道院付属教会
これは1127年から1150年に十字形の設計に基づいて建築されたものである。長さ66メートル、幅8メートルで、翼廊は19メートル。幅8メートルの身廊は両側に側廊を持っている。拱廊（アーケード）はシトー会則をうっすらと刻んだレリーフの付いたランセオレ様式の柱頭を持つ柱に支えられている。内陣は正方形で身廊よりも低い。中世には、正面入口はポーチに先行されていた。
内部では12世紀の聖母子像が目を惹く。これはもともと隣接するトゥイヨン村の墓地で長く野ざらしになっていたものである。聖母は左手で幼子イエスを抱え、イエスは右手を母の首に回し、左手で翼を拡げた鳩を胸に押し抱いている。
内部にはこのほかに特筆すべきものはない。オリジナルのスタール（背の高い椅子）は湿気で劣化してしまったため、それへの対策として18世紀末には床から1メートル近く持ち上げなければならなかった。

### 教会参事会室
付属教会を別とすれば、修道院生活の中で最も重要なものである。ここではベネディクトゥスの戒律の一章を朗誦したあとに共同体に関する決定がなされた。この部屋は中庭回廊の東の通路に面している。もともとはオジーヴ穹窿をもつ3つの大きな梁間から形成されていたのだが、3つ目の梁間は1450年頃の火災で焼失した。なお、20世紀初頭には参事会室と面会室 (parloir) を仕切っていた隔壁が取り壊された。

### 修道士部屋
回廊東側通路の参事会室からさらに南（付属教会から見て遠い方）に足をのばすと、修道士部屋 (Salle des moines) がある。ここでは写本の作成などが行われていたと推測されている。この部屋の長さは30メートルで、6つの梁間を形成する12のオジーヴ穹窿で覆われている。

### 寝室
寝室は参事会室の2階にある。そこへ行くには20段ほどの階段を使う。ここは15世紀に火災に遭った後、現在の船体をひっくり返したような骨組みの部屋になった。ベルナルドゥスの戒律は、個室を認めておらず、また、床に直にわら布団を敷いて寝る事を課した。

### 鍛冶場
敷地の南端に、オジーヴ穹窿に覆われた縦53メートル、横30.5メートルの建物がある。これは12世紀に修道院が保有する丘陵から採取される鉱石を利用するために建てられた。フォントネー川の流れを変えて、槌を動かすための水車を回すようになっていた。

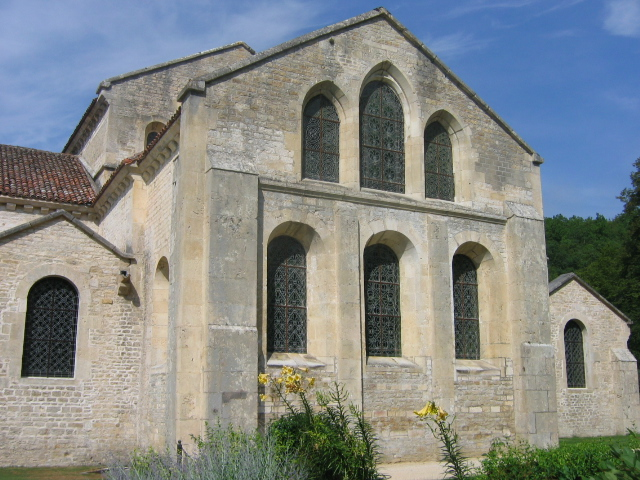
付属教会
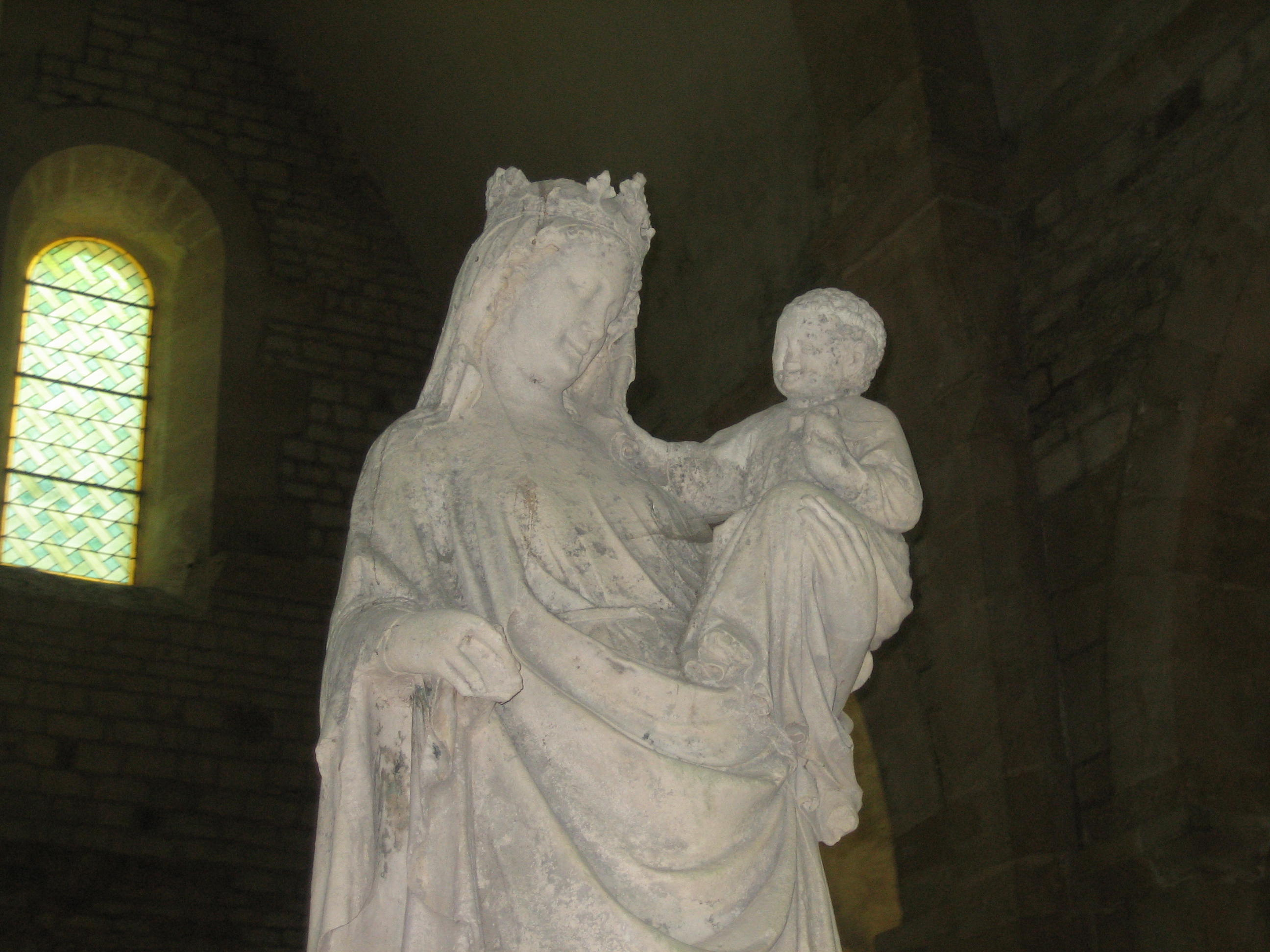
聖母子像
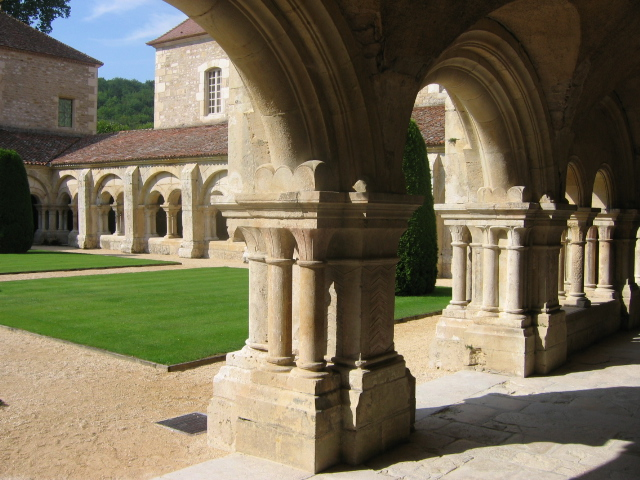
中庭の回廊
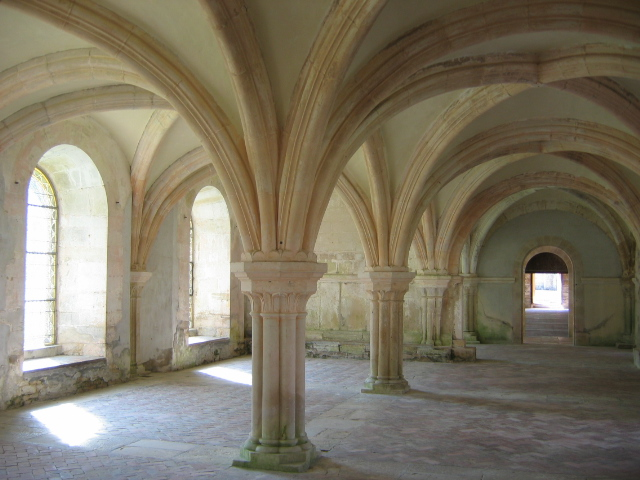
参事会室内部
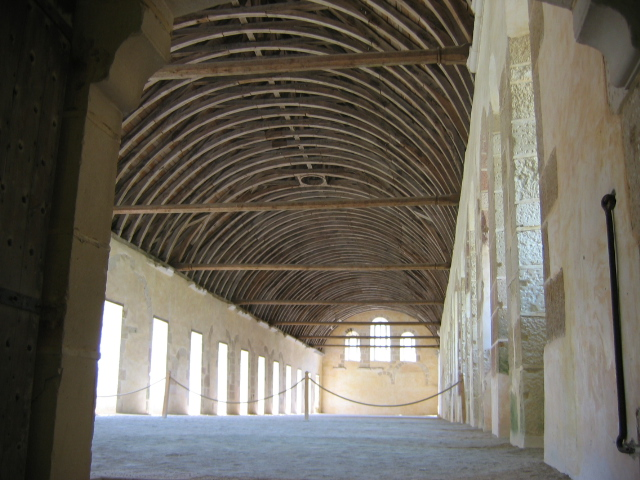
寝室
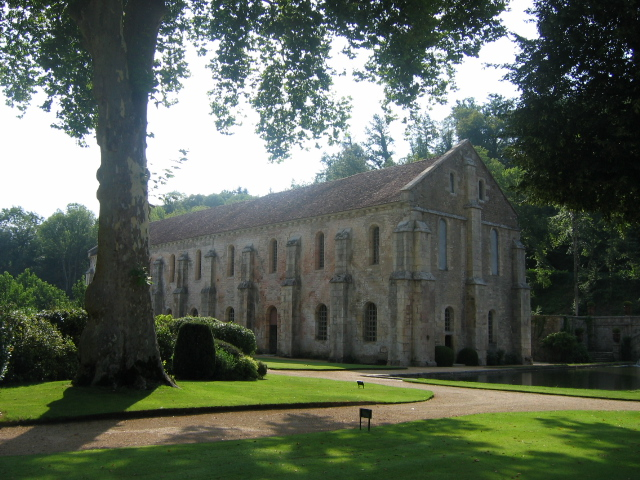
鍛冶場
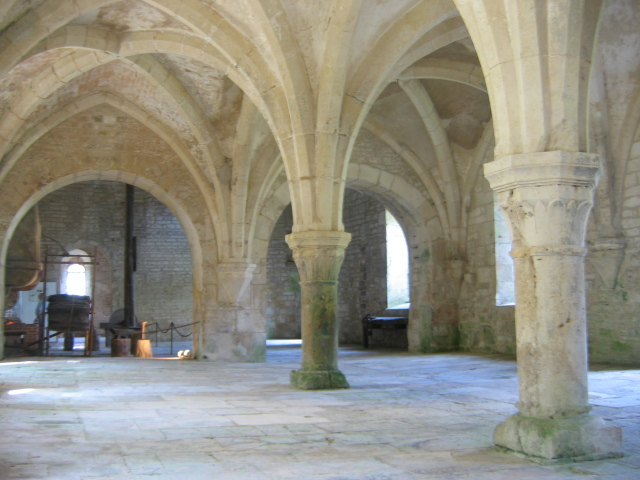
鍛冶場内部

## 一般非公開の建物
- 16世紀に建てられた獄舎
- 1850年の galerie Seguin
- 修道院長の住居
- 鳩小屋と犬小屋
- 病室
- 門番部屋

## 登録基準
この世界遺産は世界遺産登録基準のうち、以下の条件を満たし、登録された（以下の基準は世界遺産センター公表の登録基準からの翻訳、引用である）。
- (4) 人類の歴史上重要な時代を例証する建築様式、建築物群、技術の集積または景観の優れた例。